# 達爾凱斯 (佛羅里達州)
達爾凱斯（英語：Dalkeith）是位於美國佛羅里達州灣縣的一個非建制地區。該地的面積和人口皆未知。

## 地理
達爾凱斯的座標為30°00′21″N 85°09′15″W / 30.00583°N 85.15417°W，而該地的平均海拔高度為7米（即23英尺）。